# Сергей Званцев
Сергей Званцев (настоящее имя Александр Исаакович Шамкович; 1893—1973) — русский советский писатель, драматург, фельетонист.

## Биография
Родился 2 ноября 1893 года в Таганроге, в семье известного таганрогского врача, выпускника Новороссийского университета Исаака Яковлевича Шамковича (1860—1941) и акушера-гинеколога Софьи Николаевны Лихтерман (1863—1935). Отец писателя учился в одном классе таганрогской гимназии с А. П. Чеховым и сидел с ним за одной партой. Дважды был удостоен звания Героя Труда, в 1931 и 1936 годах, был товарищем председателя Таганрогского Общества врачей (1912), членом правления Таганрогского отделения Всероссийской Лиги по борьбе с туберкулёзом, председателем таганрогского Союза врачей (1916). Семья жила в доме № 31 в Итальянском переулке.
После учёбы в таганрогской гимназии А. Шамкович поступил на юридический факультет Харьковского императорского университета и окончил его в 1916 году.
Первый фельетон А. Шамковича был опубликован в ростовской газете «Приазовский край» в 1912 году. Первой книгой С. Званцева, выпущенной в 1939 году Ростовским книжным издательством, был большой очерк «Депутат Таганрога» — о знаменитом металлурге Дыгае. Более 30 лет С. Званцев сотрудничал с журналом «Крокодил». Его фельетоны печатались в «Литературной газете», журнале «Дон». Доброволец гражданской и Великой Отечественной войны. Званцев писал репризы для эстрады (некоторые из них исполнялись в театре Аркадия Райкина), пьесы. Миниатюры С. Званцева включались в сатирический журнал «Фитиль» (гл. ред. С. Михалков). Оперетта на музыку композитора А. Г. Шапошникова «Белая ночь» по его сценарию была поставлена на сцене Ростовского театра музыкальной комедии. Перу С. Званцева принадлежат многие рассказы о дореволюционном Таганроге. Последний фельетон Сергея Званцева был опубликован 18 марта 1973 года и назывался «Незнакомец в шляпе с пером».
Умер 15 июня 1973 года

## Семья
Сын — известный шахматист, международный гроссмейстер Леонид Шамкович, эмигрировавший в Израиль.

## Основные публикации С.Званцева
- Депутат Таганрога. — Ростов-на-Дону: Ростиздат, 1939.
- Каракулевые шкурки (библ. журн. "Крокодил"). — М.: Правда, 1956.
- Рассказы о героях. — Ростов-на-Дону: Ростиздат, 1957.
- Разное смешное. — Ростов-на-Дону: Ростиздат, 1957
- Дело Вальяно. — Ростов-на-Дону: Ростиздат, 1959.
- Клевета. — М.: Госюриздат, 1959.
- Золотая бабушка. — Ростов-на-Дону: Ростиздат, 1960.
- Гибель профессии. — Ростов-на-Дону: Ростиздат, 1961.
- Рассказы с улыбкой. — М.: Сов. писатель, 1962.
- Никакого шпионажа. — Ростов-на-Дону: Ростиздат, 1963.
- САТИРА, ЮМОР. — Ростов-на-Дону: Ростиздат, 1963. — 428 с.
- Включаем без предупреждения. — Ростов-на-Дону: Ростиздат, 1963.
- Святые заступники. — М.: Политиздат, 1967.
- Миллионное наследство. — М.: Сов. писатель, 1968.
- По личному вопросу. — Ростов-на-Дону: Ростиздат, 1970.
- Омоложение доктора Линевича. — Ростов-на-Дону: Ростиздат, 1974.
- Были давние и недавние. — М.: Сов. писатель, 1974.
- Частное лицо (библ. журн. «Крокодил»). — М.: Правда, 1974. — 48 с.